# Unión Liberal-Republicana
La Unión Liberal-Republicana (ULR) fue un partido político chileno de derecha fundado en diciembre de 1987 producto de la fusión de los partidos Liberal y Republicano. Su presidente fue Hugo Zepeda Barrios y su secretario general fue Gabriel León Echaíz.
Esta amalgama fue propiciada por la falta de diferencias ideológicas significativas entre liberales y republicanos. Aun así, parte del sector conservador del republicanismo rechazó incorporarse a la ULR, como también algunos liberales críticos de la actitud opositora de su partido. Estos últimos se retiraron del PL para crear el Partido Liberal Demócrata.
Se declaraba defensor de las libertades individuales, la democracia y los derechos humanos. En materia económica, defendió la libertad de emprendimiento y la propiedad privada, reconociendo la función social de la misma como su límite fundamental.
Fue integrante de la Alianza Democrática. El 2 de febrero de 1988 suscribió junto a otros 14 partidos el llamado a votar "No" en el plebiscito a celebrarse en octubre de ese año, siendo uno de los miembros fundadores de la Concertación de Partidos por el NO. A inicios de 1988 había anunciado también su intención de inscribirse como partido político.
El 30 de agosto de 1988, cambió su nombre a Partido Liberal e inició los trámites ante el Servicio Electoral para constituirse legalmente como partido político.